# Chiesa di Santa Giulia Billiart
La chiesa di Santa Giulia Billiart è un luogo di culto cattolico di Roma, situato nel quartiere Tuscolano, in viale Antonio Averulino Filarete 227.

## Storia
Fu costruita tra il 1987 e il 1991 su progetto architettonico-strutturale di Ernesto Vichi ed Aldo Aloysi, e dedicata a Giulia Billiart, fondatrice della congregazione delle suore di Nostra Signora di Namur canonizzata da Paolo VI nel 1976. Venne dedicata dal cardinale vicario Camillo Ruini il 2 giugno 1991.
La chiesa è sede parrocchiale, eretta il 10 dicembre 1981 con decreto del cardinale vicario Ugo Poletti, ed affidata inizialmente alla congregazione dei figli di Maria Immacolata (detti pavoniani); dal 2003 è affidata al clero della diocesi di Roma.

## Descrizione
Esternamente la chiesa si presenta come un basso edificio, senza facciata, ma con una semplice entrata con tre porte. Sul lato destro dell'entrata centrale è posta una lapide a ricordo del parroco Fortunato Dellandrea che «con tenacia volle questa chiesa, con amore formò la comunità». Sull'architrave di cemento che sovrasta l'ingresso è la scritta dedicatoria: D.O.M. in h(onorem) S. Juliae Billiart A.D. MCMXCI.
All'interno la chiesa si presenta come una vasta aula, illuminata da diverse finestre con vetrate policrome. Il presbiterio è dominato dalla grande statua lignea di Cristo risorto; alle sue spalle l'intera parete è stata dipinta nel 2018 dalle maestranze del Centro Aletti con gli Apostoli (ai lati), la Madonna orante (al centro, sulla sinistra) e la Gerusalemme celeste (al centro, sulla destra). Sulla sinistra dell'aula si apre la cappella del Santissimo Sacramento.
L'organo a canne della chiesa, situato alla destra del presbiterio, è stato costruito nel 1990 dalla ditta Tamburini per una casa privata e in seguito trasferito nella chiesa nel 1992 dopo il suo acquisto da parte della parrocchia. A trasmissione integralmente meccanica, ha 25 registri su tre manuali e pedale.